# Philoliche londti
Philoliche londti är en tvåvingeart som beskrevs av Chainey 1983. Philoliche londti ingår i släktet Philoliche och familjen bromsar. Inga underarter finns listade i Catalogue of Life.